# Lycosa exigua
Lycosa exigua este o specie de păianjeni din genul Lycosa, familia Lycosidae. A fost descrisă pentru prima dată de Roewer, 1960.
Este endemică în Namibia. Conform Catalogue of Life specia Lycosa exigua nu are subspecii cunoscute.